# Paul Arne Meyer
Paul Arne Meyer (né le 31 décembre 1984 à Halle-sur-Saale) est un peintre et réalisateur de clips allemand.

## Biographie
Meyer commence des études de peinture et graphisme à l'université d'art et de design du château de Giebichenstein en 2005, qu'il finit avec un diplôme en 2012. À partir de 2019, il les reprend auprès de Tilo Baumgärtel.
Il est cofondateur du groupe Maler im Hemd et travaille comme graphiste pour de nombreux musiciens dans le domaine électronique et analogique.
En 2015, Meyer commence à produire des films d'animation. Ses œuvres se caractérisent par le fait qu'il dessine chaque image à la main avec des peintures au fusain, au graphite, au pastel ou à l'acrylique. De cette manière, des rangées d'images individuelles sont créées à partir desquelles ses œuvres animées sont composées. En 2015, il fait un premier vidéoclip professionnel pour Cranes de Monkey Safari, un clip expansif entre animation en volume et peinture.
Pendant ses études auprès de Baumgärtel, il crée un clip avec l'acteur Matthias Brenner pour la chanson I Opened a Bar de Sophie Hunger, ainsi qu'une sculpture animée pour Onomatopoetika de Malakoff Kowalski.
Meyer collabore pour le musicien canadien Chilly Gonzales et son album de Noël A Very Chilly Christmas en 2020. Dans le cadre de cette coopération, deux vidéos sont créées avec Leslie Feist, Jarvis Cocker et Chilly Gonzales.
Paul Arne Meyer est le frère de l'acteur Tillmann Meyer.